# Drăgănești de Vede
Drăgănești de Vede est une commune du județ de Teleorman en Roumanie.
Elle est composée de trois villages : Drăgănești de Vede, Măgura cu Liliac et Văcărești.